# Else Dam
Else Dam (2. december 1901 i København-?) var en dansk kontorist og tennisspiller fra B.93.
Else Dam, der som noget uhyre sjældent dengang spillede med venstre hånd, vandt 1925-1935 seks danske mesterskaber: et damesingle, to i damedouble og tre i mixed double.